# Giovanni da Francia
Giovanni da Francia  (Giovanni Francese, Jean Charlier)  est un peintre de l'école florentine mentionné en Toscane au Quattrocento.

## Attribution probable
- Vierge d'humilité (1429-1439), bois de 53 × 42 cm, acquise en 1941 auprès de J.W.E. vom Rath Bequest, Amsterdam[2], par le Rijksmuseum Amsterdam.